# Lyngen
Lyngen (en sami septentrional: Ivggu; en kven: Yykeän) és un municipi situat al comtat de Troms, Noruega. Té 2.861 habitants (2016) i la seva superfície és de 812.76 km².
El municipi conté els Alps de Lyngen, una petita serralada amb les muntanyes més altes del antic comtat de Troms. El fiord de Lyngen banya les costes de l'est del municipi, mentre que l'Ullsfjorden banya les de l'oest.

## Etimologia
El nom del municipi prové del nom del fiord de Lyngen (nòrdic antic: Lygnir). El nom del fiord deriva de la paraula logn que significa "tranquil" o "calma".

## Escut d'armes
L'escut d'armes és del modern (1987). Els braços mostren un cavall negre de la raça local (Lyngshest) sobre un fons de plata. El color plata simbolitza la indústria de la pesca i el mar i el cavall representen l'agricultura local.

## Història

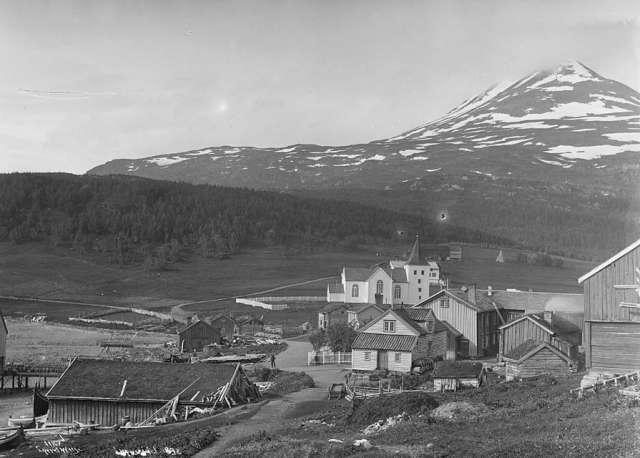
Poble de Lyngseidet al voltant del 1890

L'església de Lyngen fou construïda a Karnes el 1731, i es va traslladar a la seva actual ubicació de Lyngseidet el 1740. El 1775, l'església va ser reconstruïda en la seva forma transversal actual, amb el material de l'antiga església utilitzada per a fer una casa a Oldervik. Finalment, al període 1840-1845, l'església va ser restaurada amb una torre nova, galeries, finestres i panells.
Altres edificis d'interès són la gran escola de fusta a Solhov, que fou construïda el 1924 per enfortir la influència noruega en aquesta àrea que fou en gran part poblada pel poble sami i kven.
Durant la Guerra Freda, l'exèrcit noruec planejava abandonar Finnmark i detenir els soviètics al llarg de la carretera europea E06 ruta al coll entre el fiord de Lyngen i les muntanyes. No obstant això, sempre hi havia grans temors que els soviètics també podrien avançar per Finlàndia i el defensat molt escassament extrem nord de Suècia (nord de Kiruna, al sud de Treriksröset) i atacar la posició de Lyngen des de la part posterior a través de Signaldalen.

### Establert com a municipi

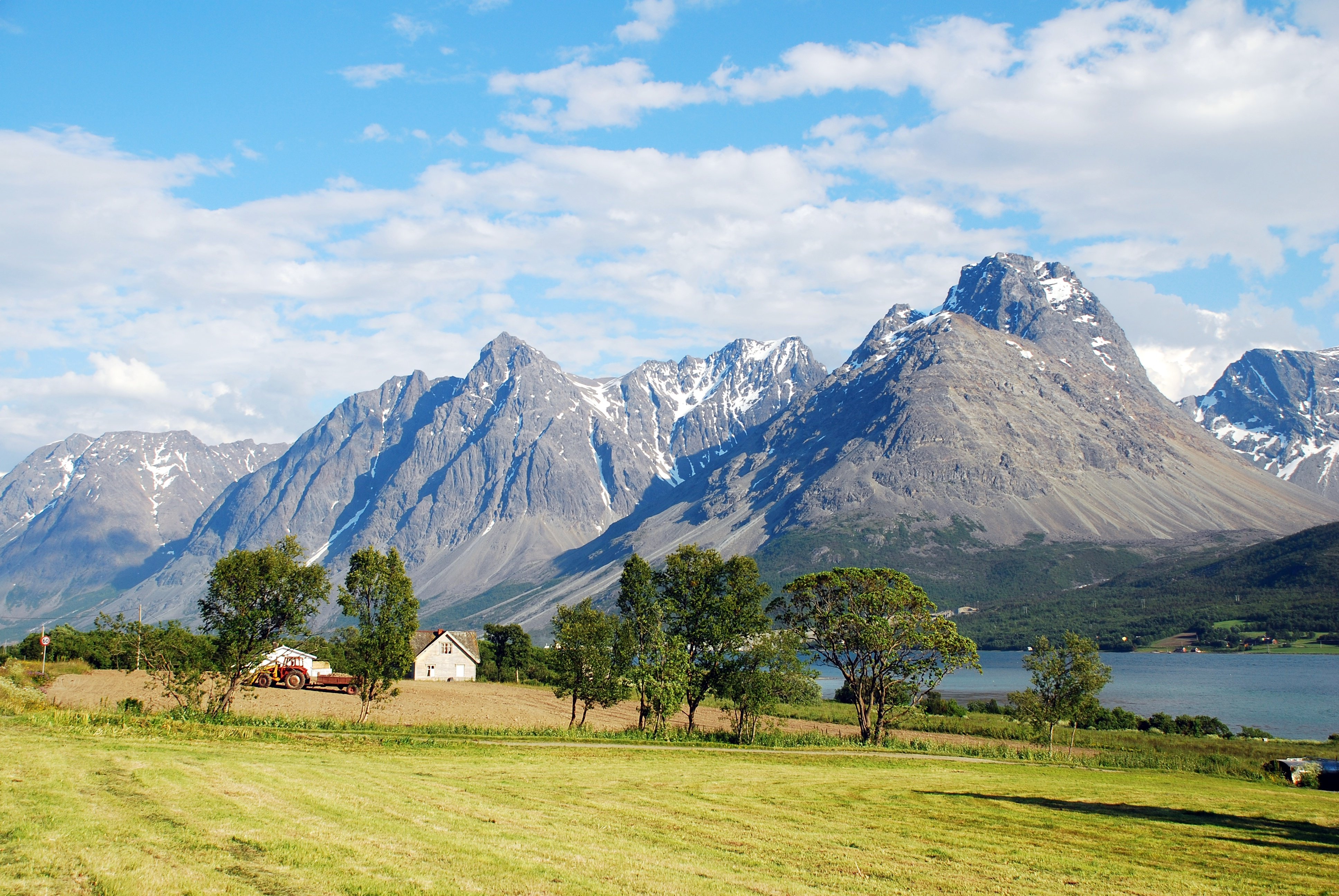
Vista de Bensnes

Lyngen va ser establert com a municipi l'1 de gener de 1838 (veure formannskapsdistrikt). L'1 de gener de 1867, una part del municipi de Karlsøy, Sørfjorden (població: 862) va ser traslladada a Lyngen.
A continuació, l'1 de gener de 1875, una petita part de Lyngen (població: 7) va ser transferida a Balsfjord. L'1 de gener de 1902, l'àrea de Sørfjorden (població: 1.139) va ser separada de Lyngen per formar un nou municipi, que més tard va passar a ser d'Ullsfjord.
El 1929, la part sud de Lyngen (població: 1499) va ser separada de Lyngen per esdevenir el nou municipi de Storfjord, i la part oriental de Lyngen al continent (població: 2.482) es va separar de Lyngen per esdevenir el nou municipi de Kåfjord. Aquests canvis van deixar Lyngen amb 2.225 residents.
L'1 de gener de 1964, la part nord de la península de Lyngen al municipi de Karlsøy (població: 1001) i l'àrea de Svensby (població: 171) es van fusionar amb Lyngen. Llavors l'1 de gener de 1992, l'àrea Nordnes de Lyngen a la riba oriental del fiord de Lyngen (població: 38) va ser transferida als municipis veïns de Kåfjord i Storfjord.

## Geografia
El municipi està situat a la península de Lyngen, amb el fiord de Lyngen a l'est i l'Ullsfjorden a l'oest. El centre municipal és Lyngseidet, un bonic establiment en un istme que gairebé talla la península al centre. Altres pobles inclouen Furuflaten, que compta amb diverses indústries i Svensby. Nord-Lenangen davant del mar obert, i és en gran part un poble de pescadors. El municipi té la seva pròpia companyia de transport, que opera els transbordadors oest a Breivikeidet a Tromsø i d'est a Olderdalen per la ruta europea E06. També hi ha un camí cap al sud al llarg de la riba del fiord de connexió a la carretera principal E06, que dona accés-ferri gratuït a la xarxa principal de carreteres.
La península de Lyngen és una zona molt pintoresca i muntanyosa, coneguda com els Alps de Lyngen, amb els pics més alts del comtat de Troms. El pic més alt és el mont Jiehkkevárri, arribant a 1.833 metres. Una altra muntanya prominent és Store Lenangstind. La glacera de Strupbreen rau en aquesta serralada, al nord-oest de Lyngseidet. Els Alps de Lyngen actualment estan sent descoberts pels esquiadors fora de pista de tot el món.

### Clima

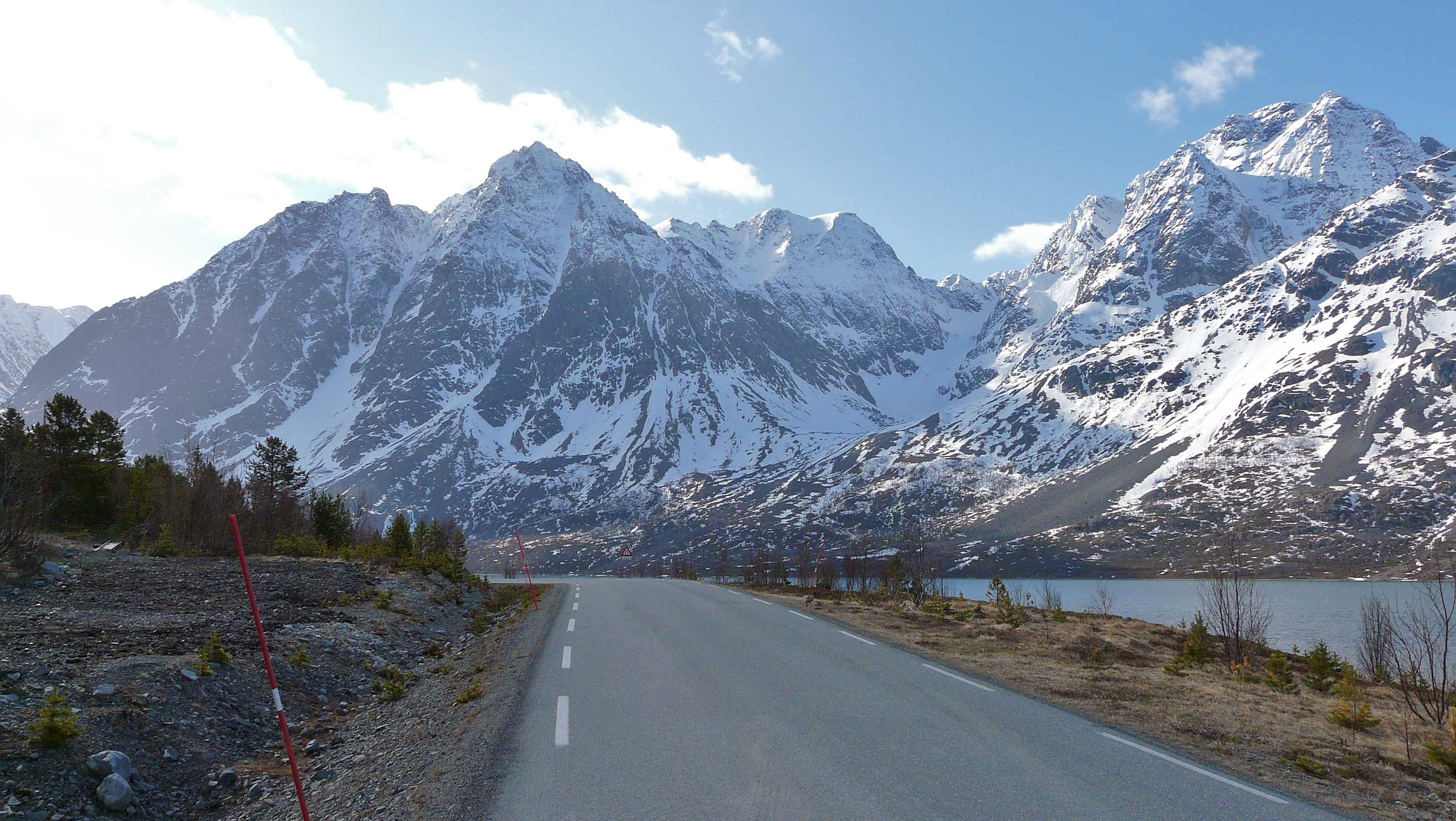
Carretera 91 a Lyngen, maig del 2009.

Els hiverns a Lyngen són llargs i abundants en nevades, malgrat que el fred que hi fa és baix tenint en compte la seva latitud molt septentrional. Les temperatures mitjana de 24 hores estan per sota de zero de novembre a principis d'abril, amb una mitjana de gener de -4,5 ° C. El maig és fresc, amb una mitjana de 5,5 °C; les temperatures d'estiu en general arriben al juny. El juliol és el mes més càlid amb una mitjana de 24 hores de 12,5 °C; la mitjana d'agost és d'11,6 °C i la de l'octubre és de 3,5 °C. La precipitació mitjana anual varia de 500 mil·límetres a Lyngseidet (superant la mitjana de Tromsø) a 950 mil·límetres a la part nord de la península.
Durant la primavera sovint es veu el sol i és l'estació més seca; la precipitació mensual mitjana és d'aproximadament 30 mil·límetres de març a juny, mentre que l'octubre és el mes més plujós. A les muntanyes dels Alps de Lyngen, les temperatures mitjanes solen romandre sota zero d'octubre a maig, i l'acumulació de neu pot superar els 5 metres.

## Esglésies
L'Església de Noruega té una parròquia (sokn) dins del municipi de Lyngen. És part del deganat Nord-Troms a la Diòcesi de Nord-Hålogaland.
| Parròquia (Sokn) | Nom de l'església      | Localització de l'església | Any de construcció |
| ---------------- | ---------------------- | -------------------------- | ------------------ |
| Lyngen           | Església de Lyngen     | Lyngseidet                 | 1782               |
| Lyngen           | Capella de Lenangsøyra | Lyngmo                     | 1996               |